# 落合村 (愛知県)
落合村（おちあいむら）は、愛知県西春日井郡にあった村。現在の清須市の一部にあたる。

## 地理
五条川の中流域に位置していた。

## 歴史
- 1889年（明治22年）10月1日、町村制の施行により、西春日井郡落合村が単独で村制施行し、落合村が発足[1][2]。大字は編成せず[2]。
- 1906年（明治39年）7月16日、西春日井郡下之郷村と合併し、春日村を新設して廃止された[1][2]。

### 地名の由来
木曽の分水青木川と獺名川の悪水がこの地で落合うことから。

## 産業
- 農業[2]